# Diastylis ambigua
Diastylis ambigua är en kräftdjursart som beskrevs av Le Loeuff och Andre Intes 1972. Diastylis ambigua ingår i släktet Diastylis och familjen Diastylidae. Inga underarter finns listade i Catalogue of Life.